# East Riverdale
East Riverdale es un lugar designado por el censo ubicado en el condado de Prince George en el estado estadounidense de Maryland. En el Censo de 2010 tenía una población de 15.509 habitantes y una densidad poblacional de 3.700,9 personas por km².

## Geografía
East Riverdale se encuentra ubicado en las coordenadas 38°57′35″N 76°54′40″O / 38.95972, -76.91111. Según la Oficina del Censo de los Estados Unidos, East Riverdale tiene una superficie total de 4.19 km², de la cual 4.19 km² corresponden a tierra firme y (0%) 0 km² es agua.

## Demografía
Según el censo de 2010, había 15.509 personas residiendo en East Riverdale. La densidad de población era de 3.700,9 hab./km². De los 15.509 habitantes, East Riverdale estaba compuesto por el 23.39% blancos, el 35.06% eran afroamericanos, el 1.17% eran amerindios, el 2.66% eran asiáticos, el 0.03% eran isleños del Pacífico, el 33.43% eran de otras razas y el 4.26% pertenecían a dos o más razas. Del total de la población el 53.34% eran hispanos o latinos de cualquier raza.